# Académie philippine de la langue espagnole
L'Académie philippine de la langue espagnole (en espagnol : Academia Filipina de la Lengua Española ; en philippin : Akademyang Pilipino ng Wikang Kastila) est une académie linguistique régissant et promouvant la langue espagnole aux Philippines. C'est l'une des deux seules académies de langue espagnole situées dans un pays où l'espagnol n'a pas de statut officiel au niveau fédéral, l'autre étant l'Académie nord-américaine de la langue espagnole (es).
Composée d'universitaires, de professeurs, de philologues, de journalistes et d'écrivains reconnus dans le domaine des lettres hispaniques, l'Académie philippine, initialement située dans le centre historique de Manille avant d'être déplacée à Macati, est l'un des membres fondateurs de l'Association des académies de la langue espagnole.

## Histoire
L'Académie philippine de la langue espagnole, onzième du genre dans le monde, est fondée à Manille le 25 juillet 1924. Cette création traduit la supériorité dont bénéficie alors l'espagnol sur les autres langues des Philippines, parmi lesquelles l'anglais, et ce malgré l'influence culturelle croissante des États-Unis.
Ses fondateurs et principaux promoteurs sont le romancier et conteur Guillermo Gómez Windham (es), le polygraphe Jesús Balmori (es) et le poète et essayiste Fernando María Guerrero (es), dit le « prince des poètes philippins », fondateur du journal philippin de langue espagnole El Renacimiento. Sa fille Evangelina Guerrero (es), également poétesse, devient par la suite la première femme à se voir offrir un siège dans une académie de langue espagnole, ce qu'elle décline car, selon elle, il s'agit moins d'une récompense pour elle-même que d'un hommage à son défunt père. La deuxième femme à devenir membre de l'Académie philippine est l'écrivaine Adelina Gurrea.
Dans le cadre de son voyage officiel aux Philippines en juin 2017, Darío Villanueva (es), directeur de l'Académie royale espagnole, visite l'Académie philippine et préside une réunion de son conseil de direction ; il souligne le rôle de « phare de l'espagnol » (« faro del español ») joué par l'institution dans l'archipel.

## Membres notables
- Adelina Gurrea
- Alberto Romulo
- Gloria Macapagal-Arroyo
- Geraldine Roman
- Ricardo Vidal